# Kødsauce
Kødsauce (eller kødsovs) er lavet af hakket oksekød med tomater og løg.
Kødsovs kaldes også bolognesesauce (idet den stammer fra Bologna i Italien), og den spises især med spaghetti eller anden pasta eller ris.
Millionbøf er også en kødsovs. Den serveres gerne med spaghetti eller kartoffelmos.
Veganere og vegetarer forsøger ofte at få deres planteføde til at ligne kødspiseres mad, og det har fx ført til et produkt som vegetarkødsovs uden kød (bolognese med linser).